# Carbanion

Carbanionen sind pyramidal aufgebaut, wenn die Reste R^{1}–R^{3} für Wasserstoffatome oder Alkylgruppen stehen. Dies lässt sich durch s-Anteile in dem, die negative Ladung tragenden, Orbital erklären. Solche Carbanionen invertieren äußerst rasch, das Umklappen erfolgt noch viel leichter als bei analogen Aminen. Das Methylanion (Reste R^{1}–R^{3}=H) ist stabiler als die alkylsubstituierten Carbanionen.

Durch –M-Substituenten mesomeriestabilisierte Carbanionen in (v. l. n. r.) einem Ester, einem Aldehyd (R^{3}=H) oder Keton (R^{3}=Alkyl- oder Arylrest), einem Nitril und einem Nitroalkan. Durch die Konjugation mit dem –M-Substituenten nehmen diese Carbanionen eine planare Geometrie ein.

Als ein Carbanion (lies: Carb-anion) wird in der organischen Chemie ein negativ geladenes Kohlenstoffatom, an das meist ein oder mehrere elektronenziehende Substituenten (Carbonylgruppe in Aldehyden, Estern oder Ketonen sowie auch ein Nitril-Rest etc.) gebunden sind, bezeichnet. Das Carbanion ist das Gegenstück zum positiv geladenen Carbokation.
Im Gegensatz zum Carbeniumion sind primäre Carbanionen stabiler als sekundäre Carbanionen und diese stabiler als tertiäre Carbanionen.
Das chemische Verhalten von Grignard-Verbindungen (RMgBr oder RMgCl) und Alkyllithiumverbindungen (RLi) entspricht dem eines negativ geladenen Alkylrestes (R−), eines Carbanions. Isonitrile (R–NC) reagieren ebenfalls wie Carbanionen, z. B. in der Passerini-Reaktion oder der Ugi-Reaktion.
Carbanionen treten häufig als reaktive Zwischenprodukte auf, die oft durch Mesomerie stabilisiert sind. Beispiele:
- Claisen-Kondensation
- Knoevenagel-Reaktion
- Dieckmann-Cyclisierung
- Enolate

Carbanionen wurden als reaktive Zwischenprodukte bei der Kondensation von Benzoinen 1907 von R. W. L. Clarke und A. Lapworth vorgeschlagen, von W. Schlenk und E. Marcus 1914 beim Studium der Umsetzung von Triphenylmethylchlorid mit Natrium nachgewiesen (sie untersuchten die Ionenstruktur der Verbindung über die elektrische Leitfähigkeit) und der Name 1933 von E. S. Wallis und F. H. Adams geprägt.